# Bumka leimonias
Bumka leimonias är en insektsart som beskrevs av Rauno E. Linnavuori 1969. Bumka leimonias ingår i släktet Bumka och familjen dvärgstritar. Inga underarter finns listade i Catalogue of Life.